# Humboldtgebirge (Asien)
Das Humboldtgebirge ist ein mit ewigem Schnee bedecktes Gebirge in Zentralasien. Es befindet sich an der Nordgrenze von Tibet und bildet das nordwestliche Ende des Gebirges Nan-schan. Die größten Berge im Gebirge erreichen eine Höhe von bis zu 6.000 Metern.
Das Gebirge wurde vom russischen Entdecker Nikolai Prschewalski nach dem bekannten deutschen Naturforscher Alexander von Humboldt benannt. 